# Сулея (рабочий посёлок)
Сулея́ — рабочий посёлок в Саткинском районе Челябинской области России. Центр Сулеинского городского поселения. Назван по одноимённому хребту.

## География
Расположен на западе области, в 19 км к северо-западу от центра района города Сатки. В посёлке расположена одноимённая железнодорожная станция Южно-Уральской железной дороги на историческом ходе Транссиба.

## История
Населённый пункт основан в 1889—1890 годах в связи со строительством Самаро-Златоустовской железной дороги.
Статус рабочего посёлка с 1950 года, а статус посёлка городского типа с 2006 года.

## Население
| 1959   | 1970    | 1979  | 1989  | 2002  | 2005  | 2006  |
| ------ | ------- | ----- | ----- | ----- | ----- | ----- |
| 11 985 | ↘10 327 | ↘3684 | ↘3095 | ↘2941 | ↘2867 | ↗3164 |
| 2007   | 2008    | 2009  | 2010  | 2011  | 2012  | 2013  |
| ↗3166  | ↘3015   | ↗3219 | ↘3183 | ↗3191 | ↗3223 | ↗3260 |
| 2014   | 2015    | 2016  | 2017  | 2018  | 2019  | 2020  |
| ↘3231  | ↘3182   | ↘3154 | ↘3128 | ↘3059 | ↘3012 | ↘2963 |
| 2021   | 2023    |       |       |       |       |       |
| ↘2848  | ↘2794   |       |       |       |       |       |

Проживают русские, башкиры.

## Экономика
Имеются элеватор (не работает), комбикормовый завод.

## Религия
Православные храмы
- Церковь Казанской иконы Божией Матери

Мечети
- Мечеть